# Cédric Dumond
Pour les articles homonymes, voir Cédric et Dumond.
Cédric Dumond est un acteur français, né le 19 septembre 1969.
Actif dans le doublage,, il est notamment la voix française régulière de Paul Rudd, Jason Biggs, Simon Pegg, Topher Grace et Daniel Dae Kim ainsi qu'entre autres l'une des voix de Luke Evans.
Il est aussi une voix régulière de l'animation, doublant notamment Kamina dans l'anime Gurren Lagann, Ashitaka dans le film Princesse Mononoké, le Toa Vakama dans la trilogie Bionicle, Mortimer Mouse dans plusieurs séries et longs métrages où le personnage apparaît depuis Mickey Mania, ou encore le prince Armand Sheran Charm dans la série Wakfu.
Il est également connu pour avoir prêté sa voix à de nombreux personnages de jeu vidéo, dont notamment Sly Cooper dans la série de jeux vidéo du même nom, Benny dans Fallout: New Vegas, Simon « Ghost » Riley dans Call of Duty: Modern Warfare 2, Firefly dans les jeux Batman: Arkham ou encore Octane dans Apex Legends.

## Biographie

### Carrière
Enfant de la balle, Cédric Dumond est plongé dans la comédie dès son plus jeune âge. Sa mère, elle-même comédienne, l'inscrit à divers castings avant de l'orienter vers le théâtre. L'un de ses premiers rôles est celui du Petit Prince dans la pièce éponyme mise en scène par Marie-Claire Valène, puis il joue dans le film Dracula père et fils où il incarne le petit-fils de Dracula lui-même joué par Christopher Lee. 
À l'âge de 16 ans, il incarne le scout Étienne dans le film Scout toujours… de Gérard Jugnot,,. 
En 1988, il tient le rôle de Mathieu dans le téléfilm La Croisade des enfants de Serge Moati, aux côtés de Marie Fugain. Il poursuit sa carrière en faisant des apparitions dans de nombreuses séries telles que Mésaventures, Tribunal, Sous le soleil, ou encore Julie Lescaut.
En 1992, il est à l'affiche avec Grégori Baquet, avec qui il est d'ailleurs ami, ainsi qu'avec Hugues Quester et Bernard Larmande, de la série montagnarde Lycée alpin.
En 1994, il est choisi pour incarner Fabrice, l'un des rôles principaux durant 3 saisons, dans la série à succès Extrême Limite, aux côtés d'Astrid Veillon, Grégori Baquet, Arsène Jiroyan, Tonya Kinzinger, Manuela Lopez, Marion Cotillard, Natacha Lindinger ou encore le chanteur Vincent Niclo,.
En parallèle des tournages et à partir de 1992, Cédric Dumond débute le doublage. C'est son père, Philippe Dumond, également comédien, qui lui a conseillé de souscrire à un stage de doublage. Deux ans plus tard, il commençait son premier stage.
Depuis, il est notamment la voix française régulière de Paul Rudd, Jason Biggs, Simon Pegg, Topher Grace et Daniel Dae Kim,, ainsi qu'entre autres l'une des voix de Luke Evans,.
Il a également été la voix de Christopher Masterson (Francis) dans la série Malcolm ou de Ian Somerhalder (Damon Salvatore) dans Vampire Diaries,.
Il a aussi prêté sa voix à de nombreux personnages de jeu vidéo, dont notamment Sly Cooper dans la série de jeux vidéo du même nom.
Cédric est père d'un fils.

## Théâtre
Source : Site officiel de Cédric Dumond, RS Doublage et Les Archives du spectacle.
- 1989 : La Vie que je t'ai donnée de Luigi Pirandello, mise en scène par Michel Dumoulin au Théâtre Hébertot
- 1999 : Au pays de la musique perdue de et mise en scène par Joel Dragutin au Théâtre 95
- 2002 : Les Oies du Capital de Philippe et Cédric Dumond, mise en scène par Jacques Décombe, Théâtre des Bouffes-Parisiens
- date inconnue : L'Invitation au château de Jean Anouilh, mise en scène par Jacqueline Bœuf au Théâtre Tête d'or à Lyon
- date inconnue : Fils de personne de Henry de Montherlant, mise en scène par Yves Bureau
- date inconnue : Le Petit Prince d'Antoine de Saint-Exupéry, mise en scène par Marie-Claire Valène, en tournée dans les pays de l'Est[2]
- 2007 : Prime Time de Philippe et Cédric Dumond, mis en scène par Marie-Madeleine Burguet-Le Doze, Théâtre des Mathurins
- 2014 : La Nuit des piranhas de Philippe et Cédric Dumond, mise en scène par Hubert Drac, Café de la Gare

## Filmographie
Source : Site officiel de Cédric Dumond, RS Doublage et sur IMDb.

### Cinéma

#### Longs métrages
- 1976 : Dracula père et fils d'Édouard Molinaro : le petit-fils de Dracula
- 1978 : Le Beau Mec de Wallace Potts : rôle inconnu
- 1985 : Scout toujours… de Gérard Jugnot : Étienne
- 1987 : Sale Destin de Sylvain Madigan : l'éphèbe
- 1988 : Little Babylone de Yvan Lagrange : l'adolescent
- 1990 : L'Amour de Philippe Faucon : Didier
- 1991 : Tickets d'amours, tarif étudiant de Jean-Paul Vuillin : David
- 1993 : Le Tronc de Bernard Faroux et Karl Zéro : le travesti camé
- 2003 : Lamotte-Pinsard, père et fils de Nicolas Picq : Pierre-Yves Lamotte-Pinsard

#### Courts métrages
- date inconnue : La Clé anglaise de Giani Esposito : le bourgeois
- 1987 : Atlandide II d'Yvan Lagrange : rôle inconnu
- date inconnue : L'Enfant pire de Michel Chansard : l'enfant vampire
- 1988 : Les Enfants de l'aube d'Yvan Lagrange : rôle inconnu
- date inconnue : Enchanté ! de Jean-Pierre Letellier : le prince charmant
- date inconnue : Fumier ! de Julien Dubois : le journaliste véreux
- 1998 : Tatoo de Grégori Baquet : Fred
- date inconnue : Le Petit Chose 2 de Nicolas Picq : le client du bar
- 2003 : La Théorie du prince charmant de Nicolas Picq : le bonimenteur
- date inconnue : Supergrass de Romain Trembleau : Philippe
- 2015 : Le Hobbit : Le Retour du roi du Cantal de Léo Pons : Deor[n 1] (film parodique, voix seulement)

### Télévision

#### Téléfilms
- 1979 : La Muse et la Madone de Nina Companeez : le fils de David
- 1988 : La Croisade des enfants de Serge Moati : Mathieu (en deux parties)
- 1989 : Le Banquet de Marco Ferreri : l'esclave barbier
- 1989 : Théroigne de Méricourt de Miguel Courtois : l'amant du mari
- 1994 : L'Honneur des grandes neiges de Gilles Carles : Peter Mac Rae

#### Séries télévisées
- 1984 : Un seul être vous manque… : Roland
- 1985 : Hôtel de police : Julien (épisode : Le Fugueur)
- 1986 : L'Ami Maupassant : Émile (épisode : Hautot père et fils)
- 1986 : Chahut Bahut : Bijus
- 1988 : Mésaventures : rôle inconnu (épisodes : Chasseur de primes et Anne de Bretagne)
- 1989 : Tribunal : rôle inconnu (épisode : Le Fils adoptif)
- 1992 : Lycée alpin : Christophe
- 1993 : Les Intrépides : l'ami de Lauren
- 1994-1999 : Extrême Limite d'Olivier Altman : Fabrice (33 épisodes)
- 1995 : Confessions d'adolescents : Gaby (épisode : Intolérance)
- 1997 : Sous le soleil : Tristan (2 épisodes)
- 1997 : Julie Lescaut : René Lejeune (saison 6, épisode 5 : Mort d'un pétrit soldat)

## Doublage
Sources : RS Doublage, Doublage Séries Database, Cinemotions et AlloCiné.

### Cinéma

#### Films d'animation
- 1992[n 9] : Porco Rosso : le jeune vendeur de l'armurerie
- 1998 : Le Roi lion 2 : L'Honneur de la tribu : Kovu adulte[n 10]
- 1999 : Mickey, il était une fois Noël : Mortimer Mouse
- 2000 : Princesse Mononoké : Ashitaka
- 2000 : Chicken Run : Rac (version cinéma)
- 2000 : La Petite Sirène 2 : Retour à l'océan : Polochon
- 2000 : Dingo et Max 2 : Bobby[n 4]
- 2003 : Vampire Hunter D: Bloodlust : Meier[n 4]
- 2004 : Bionicle 2 : La Légende de Metru Nui : Vakama
- 2004 : Le Château ambulant : un des deux soldats qui abordent Sophie
- 2005 : Bob l'éponge, le film : voix additionnelles
- 2005 : Le Fil de la vie : Hal
- 2005 : Bionicle 3 : La Menace de l'ombre : Vakama
- 2006 : La Ferme en folie : Peck le coq
- 2007 : Bee Movie : Drôle d'abeille : Abeille Krelman, un moustique, le chauffeur du camion, le garde de la parade, un gardien et un journaliste
- 2008 : Volt, star malgré lui : voix additionnelles
- 2009 : Yona, la légende de l'oiseau-sans-aile : le père de Yona
- 2010 : Megamind : Lord Scott, le père adoptif de Metro-Man
- 2010 : Arrietty, le petit monde des chapardeurs : le livreur
- 2011 : Happy Feet 2 : Nestor
- 2011 : The Prodigies : Lorenzo
- 2012 : Sammy 2 : Leopold[13]
- 2012 : Les Mondes de Ralph : Duncan
- 2017 : Hirune hime, rêves éveillés : Momotarō Morikawa
- 2017 : Lou et l'Île aux sirènes : Fuguda
- 2017 : La Grande Aventure de Non-Non : Grocroc
- 2018 : Lego DC Super Heroes: The Flash : Arthur Curry / Aquaman
- 2018 : Lego DC Super Heroes: Aquaman : Arthur Curry / Aquaman
- 2018 : La Mort de Superman : Arthur Curry / Aquaman
- 2018 : DC Super Hero Girls : Les Légendes de l'Atlantide : Arthur Curry / Aquaman
- 2018 : Ralph 2.0 : Duncan
- 2019 : Wonderland : Le Royaume sans pluie : M. Hyppocrate
- 2019 : Promare : Galo Thymos
- 2020 : Pets United : L'union fait la force : Ronaldo
- 2020 : Bob l'éponge, le film : Éponge en eaux troubles : voix additionnelles
- 2021 : Justice Society: World War II : Arthur Curry / Aquaman
- 2021 : Le Sommet des dieux : Nima[14] (création de voix)
- 2021 : Injustice : Arthur Curry / Aquaman
- 2022 : Luck : Bob[15]
- 2023 : Chicken Run : La Menace nuggets : voix additionnelles
- 2023 : Nicky Larson : Angel Dust : Espada
- 2024 : Justice League: Crisis on Infinite Earths, partie 1 (en) : Arthur Curry / Aquaman
- 2024 : Thelma la licorne : Reggie
- 2024 : Baki Hanma vs Kengan Ashura : Kaoru Hanayama
- 2024 : Ce Noël-là : Yirrell[n 11]

### Télévision

#### Téléfilms
- Andrew Garfield dans :
  - The Red Riding Trilogy: 1974 (2009) : Eddie Dunford
  - The Red Riding Trilogy: 1980 (2009) : Eddie Dunford
  - The Red Riding Trilogy: 1983 (2009) : Eddie Dunford
- Julian Weigend (de) dans :
  - La Catin (2011) : Ruppertus von Keilburg
  - La Châtelaine (2012) : Janus Supertur
  - La Loi du silence (2013) : Arno Petersen
- Daniel Sunjata dans :
  - Patricia Cornwell : Tolérance zéro (2010) : Win Garano
  - Trompe-l'œil (2010) : Win Garano
- 1988 : Le Piège de Vénus : Alfonso (David A. Hamade (de))
- 1995 : Accusée d'amour : Paul Preston (Jay Paulson)
- 1996 : Un père Noël de choc : Billy Jackson (Erik von Detten)
- 1996 : Cœur de vengeance : Rick Connor (Peter Facinelli)
- 1997 : La Promesse : Matthew Hallowell (Brendan Fletcher)
- 1999 : Un don surnaturel : Bob (Sean O'Bryan (en))
- 2000 : Démons et Merveilles : Griffelkin (Will Friedle)
- 2002 : Earth vs the Spider : Quentin Kemmer (Devon Gummersall)
- 2003 : Hélène de Troie : Hector (Daniel Lapaine)
- 2006 : Un amour vulnérable : Hank (Brett Watson)
- 2009 : Le Secret d'une sœur : Jace (Jon McLaren (en))
- 2011 : Too Big to Fail : Débâcle à Wall Street : Jim Wilkinson (Topher Grace)
- 2012 : Trois oncles et une fée : Alex Nagle (Daniel Eric Gold)
- 2014 : Disparitions suspectes : Henry Parker (Cameron Mathison (en))
- 2014 : Une dangereuse élève : Nicholas Howarth (Niall Matter)
- 2018 : Mon amour du Lagon : Daniel Bucher (Tobias Licht (de))
- 2019 : Un parfum de noël : Alistair (Dan Jeannotte)
- 2020 : Mr. Merveilleux : Bobby (Charlie Gorrilla)
- 2020 : Un Noël pour se retrouver encore : Perry (Greg Zajac)
- 2023 : Comment j'ai démasqué un serial killer : Wilson (Bradley Stryker)

#### Séries télévisées
- Scott Wolf dans (7 séries) :
  - Everwood (2004-2006) : Dr Jake Hartman (38 épisodes)
  - The Nine : 52 heures en enfer (2006-2007) : Dr Jeremy Kates (13 épisodes)
  - V (2009-2011) : Chad Decker (22 épisodes)
  - NCIS : Enquêtes spéciales (2011-2012) : Casey Stratton / Jonathan Cole (saison 9)
  - Perception (2013-2015) : Donald « Donnie » Ryan (27 épisodes)
  - The Night Shift (2014-2017) : Dr Scott Clemmens (35 épisodes)
  - Nancy Drew (2019-2023) : Carson Drew (61 épisodes)

- Daniel Dae Kim dans (6 séries) :
  - Lost : Les Disparus (2004-2010) : Jin-Soo Kwon (116 épisodes)
  - Hawaii 5-0 (2010-2017) : Chin Ho Kelly (168 épisodes)
  - NCIS : Los Angeles (2012) : Chin Ho Kelly (saison 3, épisode 21)
  - MacGyver (2017) : Chin Ho Kelly (saison 1, épisode 18)
  - Avatar, le dernier maître de l'air (2024) : Ozaï
  - Butterfly (en) (2025) : David Jung

- Eric Winter dans (5 séries) :
  - Des jours et des vies (2002-2005) : Rex Brady (411 épisodes)
  - Witches of East End (2013-2014) : Dr Daniel « Dash » Gardiner (23 épisodes)
  - Secrets and lies (2016) : Neil Oliver (saison 2)
  - Rosewood (2016-2017) : Adrian Webb (saison 2)
  - The Rookie : Le Flic de Los Angeles (depuis 2018) : Tim Bradford

- Niall Matter dans (5 séries) :
  - Eureka (2007-2012) : Zane Donavan (49 épisodes)
  - Warehouse 13 (2009) : Gary Whitman (saison 1, épisode 8)
  - 90210 Beverly Hills : Nouvelle Génération (2011-2012) : Greg (saison 4)
  - Les Portes du temps : Un nouveau monde (2012-2013) : Evan Cross (13 épisodes)
  - Remedy (2015) : Peter Cutler (saison 2)

- Paul Scheer (en) dans (5 séries) :
  - The League (2009[n 12]-2015) : Andre Nowzik (84 épisodes)
  - Funny or Die Presents… (2011) : Barry / Lionel (6 épisodes)
  - Burning Love (en) (2012-2013[n 2]) : Robby Z (8 épisodes)
  - Brooklyn Nine-Nine (2017) : Devin Cathertaur (saison 5, épisode 10)
  - Allô la Terre, ici Ned (en) (2020) : Paul Scheer (épisode 2)

- Paul Rudd dans (5 séries) :
  - Burning Love (en) (2013[n 2]) : Nate (3 épisodes)
  - Wet Hot American Summer: First Day of Camp (2015) : Andy (mini-série)
  - Wet Hot American Summer: Ten Years Later (2017) : Andy Fleckner (mini-série)
  - Living with Yourself (2019) : Miles (8 épisodes)
  - The Shrink Next Door (2021) : Dr Isaac « Ike » Herschkopf (mini-série)

- Jason Biggs dans (4 séries) :
  - Sexe et Dépendances (2002) : Rick Steve (saison 1, épisode 11)
  - The Good Wife (2012-2013) : Dylan Stack (saison 3, épisode 13 et saison 4, épisode 20)
  - The Good Fight (2017) : Dylan Stack (saison 1, épisode 10)
  - Outmatched (en) (2020) : Mike (10 épisodes)

- Andrew Scott dans :
  - Sherlock (2010-2017) : Jim Moriarty (8 épisodes)
  - Black Mirror (2019) : Chris (saison 5, épisode 2)
  - Ripley (2024) : Tom Ripley (mini-série)
  - Too Much (2025) : Jim Wenlich Rice

- D. J. Cotrona dans :
  - Windfall : Des dollars tombés du ciel (2006) : Sean Mathers (13 épisodes)
  - Detroit 1-8-7 (2010-2011) : l'inspecteur John Stone (16 épisodes)
  - Une nuit en enfer, la série (2014-2016) : Seth Gecko (30 épisodes)

- Peter Facinelli dans :
  - Fastlane (2002-2003) : Donovan « Van » Ray (22 épisodes)
  - Damages (2007) : Gregory Malina (saison 1)
  - American Odyssey (2015) : Peter Decker (13 épisodes)

- Charles Baker dans :
  - Breaking Bad (2008-2013) : Skinny Pete (15 épisodes)
  - Grimm (2016) : Dan Wells (saison 6, épisode 6)
  - Brooklyn Nine-Nine (2017) : George Judy (saison 4, épisode 12)

- Anthony Carrigan dans :
  - Forgotten (2009-2010) : Tyler Davies (17 épisodes)
  - Parenthood (2011) : Cory Smith (saison 2)
  - Gotham (2015-2019) : Victor Zsasz[16] (20 épisodes)

- Anatol Yusef (en) dans :
  - Boardwalk Empire (2010-2014) : Meyer Lansky (31 épisodes)
  - Southcliffe (2013) : Paul Gould (mini-série)
  - Preacher (2016) : DeBlanc (saison 1)

- Dan Jeannotte dans :
  - Being Human (2011) : Tony DiPaulo (saison 1, épisode 3)
  - Soupçon de magie (2015-2019) : Brandon Russell (25 épisodes)
  - Star Trek: Strange New Worlds (depuis 2022) : le lieutenant George Samuel « Sam » Kirk

- David Oakes dans :
  - The Borgias (2011-2012) : Juan Borgia (17 épisodes)
  - The White Queen (2013) : George, duc de Clarence, frère d'Édouard IV d'Angleterre (mini-série, 7 épisodes)
  - Victoria (2016-2019) : le prince Ernest, Duc de Cobourg (15 épisodes)

- Simon Pegg dans :
  - Mob City (2013) : Hecky Nash (épisodes 1 et 3)
  - The Boys (2019-2022) : Hugh Campbell, le père de Hughie (6 épisodes)
  - The Undeclared War (2022) : Danny Patrick (mini-série)

- Devon Gummersall dans :
  - Relativity (1996-1997) : Jake Roth (17 épisodes)
  - Mentalist (2014) : Gabriel Quinn (saison 6, épisode 12)

- Sean Maher dans :
  - Ryan Caulfield (1999) : Ryan Caulfield
  - Mentalist (2010) : Wilson / Jasper (saison 2, épisode 12)

- Christopher Masterson dans :
  - Malcolm (2000-2006) : Francis (150 épisodes)
  - FBI : Duo très spécial (2011) : Josh Roland (saison 3, épisode 2)

- Joey Slotnick dans :
  - LAX (2004-2005) : Warren (épisodes 4 et 11)
  - Psych : Enquêteur malgré lui (2013) : Leo Quinn (saison 7, épisode 14)

- Erik Palladino dans :
  - Over There (2005) : le sergent Chris « Scream » Silas (13 épisodes)
  - La Fabuleuse Madame Maisel (2018-2023) : Frank (8 épisodes)

- Daniel Eric Gold dans :
  - Ugly Betty (2009-2010) : Matt Hartley (20 épisodes)
  - Good Girls Revolt (2015-2016) : Sam Rosenberg (9 épisodes)

- Eric André dans :
  - Don't Trust the B---- in Apartment 23 (2012-2013) : Mark Reynolds (26 épisodes)
  - The Righteous Gemstones (depuis 2022) : Lyle Lissons

- Kristian Bruun dans :
  - Les Enquêtes de Murdoch (2012-2019) : l'officier Augustus « Slugger » Jackson (35 épisodes)
  - The Recruit (depuis 2022) : Janus Ferber

- 1996-1998 : Les Nouvelles Aventures de Flipper le dauphin : Dean Gregson (Scott Michaelson (en)) (23 épisodes)
- 1996-1999 : Sliders : Les Mondes parallèles : Colin Mallory (Charlie O'Connell) (19 épisodes)
- 1998-1999 : Legacy : Clay Logan (Jeremy Garrett) (18 épisodes)
- 1999 : Wasteland : Vandy (Eddie Mills) (13 épisodes)
- 1999-2000 : Shasta : Scott (Carmine Giovinazzo) (22 épisodes)
- 2000 : Les Médiums : Warren Day (Kevin J. O'Connor) (13 épisodes)
- 2000 : Normal, Ohio : Charlie Gamble (Greg Pitts (en)) (10 épisodes)
- 2000 : Angel : Wilson Christopher (Ken Marino) (saison 1, épisode 12)
- 2001[n 13] : Talents and Co : Seth Wallis (Garth Holcombe) (40 épisodes)
- 2002 : Dawson : Chris Hartford (Tac Fitzgerald) (saison 5, épisode 19)
- 2002 : Roswell : Eric Hughes (Kristoffer Polaha) (saison 3, épisode 11)
- 2002-2003 : The Shield : Rondell Robinson (Walter Emanuel Jones (en)) (3 épisodes)
- 2003 : Dawson : Rich Rinaldi (Dana Ashbrook) (9 épisodes)
- 2003 : La Caravane de l'étrange : Harlan Staub (Gabriel Mann) (saison 1, épisode 4)
- 2004 : Un sacré détective : voix additionnelles
- 2005[n 14] : Les Spécialistes : Investigation scientifique : Davide Testi (Stefano Pesce (it)) (saisons 1 à 3)
- 2005 : Into the West : Jethro Wheeler (Skeet Ulrich) (mini-série)
- 2005-2006 : 15/A : Nate Bates (Tyler Hynes (en)) (6 épisodes)
- 2006 : Cold Case : Affaires classées : Steve Jablonski (Taylor Handley) (saison 3, épisode 16)
- 2006-2010 : Ghost Whisperer : Clete Youngblood (Liam Waite) (saison 1, épisode 14), Kyle McCall (Michael Landes) (saison 2, épisodes 1 et 2), Eric Sanborn (David Clayton Rogers (en)) (saison 2, épisode 13), Zach (Mark Hapka (en)) (saison 3, épisode 16), Miles Maitland (Johnny Pacar) (saison 4, épisode 20), Sean Flanders (Riley Smith) (saison 5, épisode 6), Brad (Eric Tiede) (saison 5, épisode 8) et Kyle/Seth Farber (Michael Graziadei) (saison 5, épisode 21)
- 2007 : Preuve à l'appui : Ken Scott (Jonathan Scarfe) (saison 6, épisode 7)
- 2007-2013 : Esprits criminels : Paul (Jim Parrack) (saison 2, épisode 21) et Bobby Putnam (Jay Hayden (en)) (saison 8, épisodes 10 et 12)
- 2008 : Rome : Gaius Octavian Caesar (Simon Woods) (7 épisodes)
- 2008 / 2009 : Underbelly : Nik Radev (Don Hany (en)) (saison 1) et Trevor Haken (Dieter Brummer (en)) (saison 2)
- 2008-2009 : Terminator : Les Chroniques de Sarah Connor : Kyle Reese (Jonathan Jackson) (4 épisodes)
- 2009 : Fallen : Gabriel, le chien qui parle (Doolittle) (voix, mini-série)
- 2009-2010 : Better Off Ted : Lem Hewitt (Malcolm Barrett) (26 épisodes)
- 2009-2017 : Vampire Diaries : Damon Salvatore (Ian Somerhalder) (171 épisodes)
- 2010-2011 : Hawthorne : Infirmière en chef : Dr Steve Shaw (Adam Rayner) (20 épisodes)
- 2010-2011 : Super Hero Family : M. Litchfield (Jason Antoon (en)) (9 épisodes)
- 2011 : The Defenders : Tony Velasco (Kuno Becker) (5 épisodes)
- 2011 : Suits : Avocats sur mesure : Kyle Durant (Ben Hollingsworth) (saison 1, épisodes 7 et 11)
- 2011 : Body of Proof : Stephen Burkett (Neal Bledsoe) (saison 1, épisode 6)
- 2011-2014 : Sons of Anarchy : George « Ratboy » Sedgtraw (Niko Nicotera (en)) (38 épisodes)
- 2012 : Alcatraz : Paxton Petty (James Pizzinato) (3 épisodes)
- 2012-2015 : Downton Abbey : le taxi (Jordan Long) (saison 3, épisode 8), Dr Ryder (Richard Teverson) (3 épisodes), M. Dawes (Patrick Brennan (en) (7 épisodes), John Harding (Philip Battley (en)) (saison 6, épisode 4), un visiteur de Downton (Tom Morley) (saison 6, épisode 6), le photographe au mariage de Mary et Henry (John Voce (en)) (saison 6, épisode 8) et le serveur du Ritz (Amir Heath) (saison 6, épisode 9)
- 2013 : Monday Mornings : Dr Sung Park (Keong Sim (en)) (10 épisodes)
- 2013 : Warehouse 13 : le ranger Evan Smith (Patrick Flueger) (saison 4, épisode 12)
- 2013 : Sacrifice : Ondrej Trávnícek (Vojtěch Kotek) (mini-série)
- 2014 : How I Met Your Mother : Justin (Brian McElhaney) (saison 9, épisode 17)
- 2014-2015 : Mistresses : Zack Kilmer (Jason Gerhardt (en)) (8 épisodes)
- 2014-2015 : The McCarthys : Gerard McCarthy (Joey McIntyre) (16 épisodes)
- 2015 : The Musketeers : le comte de Rochefort (Marc Warren)
- 2015-2016 : The Walking Dead : le leader des Wolves (Benedict Samuel (en)) (5 épisodes)
- 2015-2017 : Sense8 : le directeur (Ari Brickman) (5 épisodes)
- 2015-2018 : The Last Kingdom : Ragnar le jeune (Tobias Santelmann) (13 épisodes)
- 2015-2019 : Sneaky Pete : Pete (Ethan Embry) (13 épisodes)
- 2016 / 2018 : StartUp : un invité au mariage de Delfia [Qui ?] (saison 1, épisode 10) et Elon (Michael Delgado) (saison 3, épisode 9)
- 2016-2018 : Vikings : Halfdan le noir (Jasper Pääkkönen) (22 épisodes)
- 2016-2018 : Shooter : Jack Payne (Eddie McClintock) (11 épisodes)
- 2016-2019 : Brooklyn Nine-Nine : un journaliste [Qui ?] (saison 4, épisode 9) et un chanteur des MTA (Jarrett Johnson) (saison 4, épisode 10), Glandis (Scott Aukerman (en)) (saison 4, épisode 22), Becca Boyle (Frederick Koehler) (saison 5, épisode 9) et Steve « Péteur » (Matt Lowe (en)) (saison 6, épisode 8)
- 2016-2020 : Toi, moi et elle : Jack Trakarsky (Greg Poehler (en)) (50 épisodes)
- 2017 : Prison Break : Cross (T. J. Ramini) (saison 5, épisodes 3 et 4)
- 2017 : Iron Fist : ? (?)
- 2017 : L'Arme fatale : Jake Voss (Linds Edwards) (saison 2, épisode 6)
- 2017 : Better Things : Robin (Henry Thomas) (saison 2)
- 2017 : Scorpion : Connor (Jay Paulson) (saison 3, épisode 8)
- 2017-2018 : iZombie : Harry Thorne (Adam Kaufman) (saison 3, épisode 7 et saison 4, épisode 1)
- 2018 : Mosaic : Eric Neill (Fred Weller (en)) (mini-série)
- 2018 : American Crime Story : voix additionnelles
- 2018 : Trust : voix additionnelles
- 2018 : Atlanta : Wally le Junkie (Reggie Alvin Green) (saison 2, épisode 8)
- 2018 : Room 104 : elle-même (Katya Zamolodchikova) (saison 2, épisode 3) et un policier (Fred Maske) (saison 2, épisode 4)
- 2018 : Börü (tr) : Turan Kara (Emir Benderlioğlu (tr))
- 2018 : Magnum : Hani Iona (Sam Puefua)
- 2018 : Le Vampire d'Istanbul (tr) : Numel (Birkan Sokullu (tr)) (mini-série)
- 2018 : The Terror : Thomas Armitage (Charlie Kelly) (saison 1)
- 2018-2022 : Dynastie : Liam Ridley (Adam Huber) (84 épisodes)
- 2018-2023 : Mayans M.C. : Gilberto « Gilly » Lopez (Vincent Vargas) (47 épisodes)
- 2019 : Dans leur regard : l'officier Roberts (Logan Marshall-Green) (mini-série)
- 2019 : The I-Land : Rick (Ryan Dorsey) (mini-série)
- 2019 : The Hot Zone : Dr Peter Jahrling (Topher Grace) (saison 1)
- 2019 : Brigada Costa del Sol (es) : Cristóbal Peña (Jorge Suquet)
- 2019 : Nous, la Vague : l'architecte (Johannes Ahn) (épisode 1)
- 2019 : Le Secret de la plume : ? (?)
- 2019 : Élu entre tous : Mateus (Mariano Mattos Martins) (12 épisodes)
- 2019 : Dublin Murders (en) : l'inspecteur Quigley (Eugene O'Hare) (8 épisodes)
- 2019-2020 : Le Secret de la plume : George Moreno (Carlos Gonzalez-Vio)
- 2019-2021 : Shrill : Ryan (Luka Jones) (16 épisodes)
- 2019-2022 : What We Do in the Shadows : Simon le perfide (Nick Kroll) (3 épisodes)
- 2019-2023 : Warrior : Dylan Leary (Dean Jagger II) (30 épisodes)
- 2020 : Dracula : le comte Dracula (Claes Bang) (mini-série)
- 2020 : Riverdale : le présentateur du Quiz (Matty Finochio) (saison 4, épisode 11)
- 2020 : My Holo Love : ? (?)
- 2020 : AJ and the Queen : un danseur [Qui ?] (saison 1, épisode 10)
- 2020 : Home Before Dark : Chris (Chad Riley) (saison 1)
- 2020 : La Disparition de Soledad : Checo (Antonio Arcos) (mini-série, épisode 9)
- 2020 : Les Enquêtes de Vera : Gareth Wyatt (George Bukhari) (saison 10, épisode 3)
- 2021 : Abla Fahita : Drama Queen (en) : Abla Fahita (Hatem El-Kashef) (voix)
- 2021 : Jupiter's Legacy : Dr Schöpfer (Eric Woolfe (en)) (épisode 3)
- 2021 : Launchpad (en) : Chen (Evan Lai) (série de courts métrages)
- 2021 : Nine Perfect Strangers : Lars (Luke Evans) (mini-série)
- 2021 : Cowboy Bebop : Mink (Tyson Ritter)
- 2021 : Dexter: New Blood : Matt Caldwell (Steve M. Robertson) (mini-série)
- 2021 : Emily in Paris : Serge (Nicolas Berno) (saison 2, épisode 4)
- 2021 : Les Astronautes : ? (?)
- 2021-2022 : Élite : Armando de la Ossa (Andrés Velencoso) (11 épisodes)
- 2021-2023 : Sky Rojo : Romeo (Asier Etxeandia) (24 épisodes)
- 2022 : Archive 81 : John Smith (Eden Marryshow) (5 épisodes)
- 2022 : L'Impératrice : Alexandre II (Vladimir Korneev)
- 2022 : We Own This City : Dean Palmere (Christopher R. Anderson) (mini-série)
- 2022 : Tokyo Vice : Jin Miyamoto (Hideaki Itō)
- 2022 : The Offer : Joe Gallo (Joey Russo) (mini-série)
- 2022 : Forecasting Love and Weather : Joo-won [Qui ?]
- 2022 : La nuit sera longue : ? (?) (mini-série)
- 2022 : Sur l'autel de la famille : Ramón Fernández (Fernando Andina)
- 2022 : Santo (es) : Miguel Millán (Raúl Arévalo)
- 2022-2023 : Winning Time: The Rise of the Lakers Dynasty (en) : Pat Riley (Adrien Brody) (15 épisodes)
- 2022-2023 : La Défense Lincoln : Luis (Roman Arabia) (saison 1, épisode 3) et Jeff Trammell (Adam J. Harrington (en)) (saison 2)
- depuis 2022 : 1923 : Zane Davis (Brian Geraghty)
- 2023 : Vikings: Valhalla : Lord Harekr (Bradley James) (saison 2)
- 2023 : La Folle Histoire du monde 2 : Sergei (Andrew Rannells) (mini-série)
- 2023 : The Full Monty, la série : James Warner (John Hollingworth (en)) (mini-série)
- 2023 : Opérations Spéciales : Lioness : Deux Shots (James Jordan)
- 2023 : Sam : Un Saxon : Werner (Sebastian Hülk) (mini-série)
- 2023 : Les Rois de Bombay (en) : Yasir (Akshay Anand Kohli) (épisodes 5 et 6)
- 2023 : Chargés à bloc : DJ Candy Corn (Adam Herschman) (saison 1, épisode 6)
- 2023 : Black Snow (en) : Billy Hopkins (Anthony J. Sharpe)
- 2023 : Culprits : Arnaque à l'anglaise (en) : Bras droit (Tom Mothersdale)
- 2024 : Double Piège : Alexander Dosman (Joe Armstrong) (mini-série)
- 2024 : True Detective : Hank Prior (John Hawkes) (saison 4)
- 2024 : Masters of the Air : George Niethammer (Josh Dylan) (mini-série)
- 2024 : Sugar : Ryan Pavich (Cameron Cowperthwaite)
- 2024 : Citadel : Honey Bunny : Guru (Kay Kay Menon)
- 2024 : Shrinking : Jorge (Trey Santiago-Hudson) (saison 2)
- 2025 : Faute de preuves : Marcos Brown (Juan Minujín) (mini-série)
- 2025 : Mauvais suspect (en) : le sous-directeur adjoint Greg Purser [Qui ?]
- 2025 : Government Cheese (en) : Jacques (Thomas Beaudoin)
- 2025 : Smoke : Dave Gudsen (Taron Egerton) (mini-série)
- 2025 : Sandman : Lord Azazel (Wil Coban) (saison 2)

#### Séries d'animation
- 1994-1997 : Gargoyles, les anges de la nuit : Lexington
- 1999 : Mickey Mania : Mortimer Mouse
- 2000-2002 : Lakmi et Boomy : Lakmi (web-série)
- 2002 : Tous en boîte : Mortimer Mouse / Ratino et un avocat
- 2003-2005 : Ozzy et Drix : Ozzy
- 2005 : Friday Wear : Henry
- 2005-2007 : Zoé Kézako : le papa de Zoé
- 2006 : Death Note : Ray Penber
- 2006-2007 : Tokyo Tribe 2 : Mera
- 2007 : Gurren Lagann : Kamina
- 2008 : Rahan : Rahan
- 2009-2011 : Saint Seiya: The Lost Canvas : Dohko de la Balance, Hypnos et Thanatos (saison 1), Lacaille
- 2010 : Gundam 00 : Klaus Grado, Hong Long, Emilio Ribisi et Zhejiang
- 2010-2011 : Super Hero Squad : Wolverine
- 2010-2013 : Scooby-Doo : Mystères associés : voix additionnelles
- 2010-2024 : Wakfu : Jactance, Armand Sheran Charm et des shushus
- 2015 : Les Grandes Grandes Vacances : Robert Bonhoure
- 2015-2019 : Ours pour un et un pour t'ours : Polaire
- 2016 : Pokémon Générations : Lambda
- 2016-2018 : Skylanders Academy : Broccoli Guy
- 2016-2019 : Mickey Mouse : Mortimer Mouse / Ratino
- 2017 : La Garde du Roi lion : Kovu (saison 1, épisode 20)
- 2017 : Mickey et ses amis : Top Départ ! : Mortimer Mouse / Morty McCool (saison 1, épisode 14)
- 2018-2020 : Baki : Hector Doyle, Izou Motobe et voix additionnelles
- 2019[n 15] : Vinland Saga : Atli
- 2018-2019 : Non-Non : Grocroc
- 2020 : Dragon's Dogma (en) : Simon (saison 1, épisodes 3 et 5)
- 2020 : Ghost in the Shell: SAC 2045 : Standard « Stan » et voix additionnelles
- 2020[17]-2023 : By the Grace of the Gods : Jeff[18]
- 2021-2024 : Arcane : Viktor
- 2021 : Harriet l'espionne (en) : voix additionnelles
- 2021 : The Great North : voix additionnelles
- 2021 : Mike Judge Presents: Tales from the Tour Bus (en) : voix diverses
- 2021-2023 : Baki Hanma : Ishizuka et Hanayama
- 2022 : Demon Slayer: Kimetsu no Yaiba : Gyūtarō
- 2022 : Tekken: Bloodline (en) : Paul Phoenix
- 2022 : Bee et Puppycat (en) : Narb
- 2023 : La Légende de Vox Machina : Kash
- 2023-2024[n 16] : Undead Unluck : Nico
- 2024 : Batman, le justicier masqué : Ronald Cobblepot
- 2024 : Goldorak U (it) : Hydargos
- 2025 : Transformers : Cyberworld : Bumblebee

### Jeux vidéo
- 2001 : Alone in the Dark: The New Nightmare : Edward Carnby
- 2001 : Astérix Maxi-Delirium : le narrateur
- 2002 : Shinobi : Hiruko
- 2002 : Harry Potter et la Chambre des secrets : Olivier Dubois, Tom Jedusor (Voldemort)
- 2002 : Syberia : Dan / l'étudiant aguicheur / le barman de l'hôtel Meuritz
- 2003 : Sly Raccoon : Sly Cooper
- 2004 : Sly 2 : Association de voleurs : Sly Cooper
- 2004 : Transformers : Hot Shot
- 2005 : Saint Seiya : Le Sanctuaire : Shiryu du Dragon, Aphrodite du Poisson et Ayor du Lion
- 2005 : Star Wars: Knights of the Old Republic 2 - The Sith Lords : Atton Rand
- 2005 : Tom Clancy's Splinter Cell: Chaos Theory : voix additionnelles[n 1]
- 2005 : Guild Wars Prophecies : Prince Rurik
- 2005 : Sly 3 : Sly Cooper
- 2006 : Desperate Housewives, le jeu : le mari
- 2006 : Tom Clancy's Splinter Cell: Double Agent : voix additionnelles[n 1]
- 2006 : Anno 1701 : Randolph McCrane
- 2006 : Driver: Parallel Lines : The Kid
- 2006 : Runaway 2: The Dream of the Turtle : Otto et Knife
- 2007 : Assassin's Creed : Robert de Sablé[n 1]
- 2007 : Transformers, le jeu : Jazz
- 2007 : BioShock : Bill McDonagh, Pierre Gobbi, Silas Cobb et Pablo Navarro
- 2007 : The Witcher : Siegfried de Denesle
- 2007 : Skate 2 : Slappy
- 2008 : Fallout 3 : Tom Holden
- 2008 : Turok : Cowboy, Foster et Commandant
- 2008 : Brothers in Arms: Hell's Highway : le soldat de 1re classe Mike Dawson
- 2008 : La Légende de Spyro : Naissance d'un dragon : Hunter
- 2009 : Risen : Fincher
- 2009 : Dragon Age: Origins : Soris, cousin du héros (biographie : Elfe citadin)
- 2009 : Uncharted 2: Among Thieves : Jeff
- 2009 : Brütal Legend : Lars Halford
- 2009 : Call of Duty: Modern Warfare 2 : Simon « Ghost » Riley
- 2009 : STALKER: Call of Pripyat : voix additionnelles
- 2009 : League of Legends : Viktor, Cho'Gath Gentleman, Hecarim, Varus et voix des présentations de personnages (Focus)
- 2009 : Assassin's Creed II : voix additionnelles[n 1]
- 2010 : Heavy Rain : Gordy Kramer, le braqueur du magasin d'Hassan
- 2010 : Prison Break: The Conspiracy : Tom Paxton
- 2010 : Tom Clancy's Splinter Cell: Conviction : voix additionnelles[n 1]
- 2010 : Starcraft II : Milo Kachinsky, Artanis
- 2010 : Fallout: New Vegas : Benny[n 17]
- 2011 : PlayStation Move Heroes : Sly Cooper
- 2011 : Spider-Man : Aux frontières du temps : voix additionnelles
- 2011 : Duke Nukem Forever : le soldat d'EDF et voix additionnelles
- 2012 : Resident Evil: Revelations : Parker Luciani
- 2012 : Les Royaumes d'Amalur : Reckoning : Rey Kildeen, Han Tetran et Vonne Gortan
- 2012 : Diablo III : le sorcier
- 2012 : Tom Clancy's Ghost Recon: Future Soldier : John Dmitri Kozak
- 2012 : Guild Wars 2 : Asura
- 2012 : PlayStation All-Stars Battle Royale : Sly Cooper
- 2012 : Far Cry 3 : ? (multijoueur)[n 1]
- 2013 : Sly Cooper : Voleurs à travers le temps : Sly Cooper
- 2013 : Batman: Arkham Origins : Firefly
- 2013 : Tomb Raider : voix additionnelles
- 2013 : Tom Clancy's Splinter Cell: Blacklist : le chef des Ingénieurs dans « Therminal Méthanier »[n 1]
- 2014 : Lego Le Hobbit : Bard l'archer
- 2014 : Watch Dogs + (DLC : Bad Blood) : voix additionnelles[n 1]
- 2014 : Far Cry 4 : Hurk[n 1]
- 2015 : Batman: Arkham Knight : Firefly
- 2015 : Heroes of the Storm : Artanis
- 2015 : Mortal Kombat X : Jonathan Carlton / Johnny Cage[n 1]
- 2015 : Assassin's Creed Syndicate : Jack l'Eventreur : voix additionnelles[n 1]
- 2016 : Final Fantasy XV : réceptionnistes d'hôtel, voix-off des pubs pour les hôtels et voix additionnelles
- 2016 : Tom Clancy's The Division : voix additionnelles[n 1]
- 2016 : Homefront: The Revolution : Phillip Small
- 2016 : The Witcher 3: Wild Hunt - Blood and Wine : Delwyn de Creigiau	et voix additionnelles
- 2016 : Mirror's Edge Catalyst : Noah Kekai
- 2016 : Watch Dogs 2 : voix additionnelles[n 1]
- 2017 : Resident Evil 7: Biohazard : Clancy Jarvis et Alan
- 2017 : L'Aventure Layton : Katrielle et la Conspiration des millionnaires : Sherl O.C. Kholmes
- 2017 : Lego Marvel Super Heroes 2 : Maximus Boltagon
- 2017 : Tom Clancy's Ghost Recon Wildlands : John Dmitri Kozak
- 2017 : StarCraft: Remastered : Artanis (extension Brood War)
- 2017 : Assassin's Creed Origins : voix additionnelles[n 1]
- 2017 : Need for Speed Payback : voix additionnelles[n 1]
- 2017 : Star Wars Battlefront II : voix additionnelles
- 2017 : Fortnite : voix additionnelles
- 2018 : Kingdom Come: Deliverance : voix additionnelles
- 2018 : Far Cry 5 : Hurk Drubman, Jr. (jeu principal et DLC « Lost On Mars »)[n 1]
- 2018 : The Crew 2 : Tucker « Tuck » Morgan
- 2018 : Spider-Man : Électro
- 2018 : Assassin's Creed Odyssey : Sargon et Brasidas[n 1]
- 2018 : Call of Duty: Black Ops 4 : Donnie « Ruin » Walsh
- 2018 : Lego DC Super-Villains : voix additionnelles[n 1]
- 2018 : Fallout 76 : Miguel Caldera
- 2019 : Far Cry : New Dawn : Hurk Drubman, Jr.
- 2019 : Metro Exodus : « l'Idiot »
- 2019 : Mortal Kombat 11 : Jonathan Carlton / Johnny Cage[n 1]
- 2019 : Apex Legends : Octane
- 2019 : Man of Medan : Joe
- 2019 : Borderlands 3 : Shiv
- 2019 : Death Stranding : George Baton
- 2019 : Blacksad: Under the Skin : Angus Mitchell, Sam et le panda rouge
- 2019 : Mario et Sonic aux Jeux olympiques de Tokyo 2020 : voix additionnelles
- 2020 : Resident Evil 3 Remake : voix additionnelles[n 1]
- 2020 : Final Fantasy VII Remake : voix additionnelles
- 2020 : Ghost of Tsushima : Yasuhira Koga, Yasumasa et voix additionnelles (autochtone, chapeau de paille, etc ...)
- 2020 : Assassin's Creed Valhalla : Joreidr la Vigilante, le frêre Hortbert, Tedmund et voix additionnelles (homme anglo-saxon, réfugié, etc.)[n 1]
- 2020 : Legends of Runeterra : Viktor
- 2020 : Cyberpunk 2077 : l'officier Vasquez et voix additionnelles (agent du NCPD, etc.)
- 2021 : Outriders : Mercer Acosta et voix additionnelles
- 2021 : Life Is Strange: True Colors : le shérif-adjoint Jason « Pike » Pike
- 2021 : Battlefield 2042 : Mackay
- 2022 : Dying Light 2 Stay Human : voix additionnelles
- 2022 : Lost Ark : le commentateur de l'arène de Changhun
- 2022 : Need for Speed Unbound : Lyric[n 1]
- 2023 : Hogwarts Legacy : L'Héritage de Poudlard : Phineas Nigellus Black[15]
- 2023 : Wild Hearts : voix additionnelles
- 2023 : Atomic Heart : voix additionnelles
- 2023 : Final Fantasy XVI : Biast et voix additionnelles
- 2023 : Mortal Kombat 1 : Jonathan Carlton / Johnny Cage
- 2023 : Cyberpunk 2077 : Phantom Liberty : Dr Lozano et voix additionnelles
- 2023 : Alan Wake 2 : l'adjoint Thornton
- 2023 : Tintin Reporter : Les Cigares du pharaon : le capitaine de la mer rouge, Zlotzky, le garde du corps costaud et voix additionnelles
- 2024 : Apollo Justice: Ace Attorney Trilogy : Icare Solo
- 2024 : Batman: Arkham Shadow (en) : Firefly, Walker, Pinkerton et Mitchell
- 2024 : Unknown 9: Awakening : voix additionnelles
- 2024 : Warhammer 40,000: Space Marine 2 : voix additionnelles

## Voix off
- 1998 : Comédien sur l'album Suprême NTM du groupe de rap NTM. Pistes concernées : 01 : Intro et 09 : On est encore là (I).
- 2010-2013 : voix off de la chaîne Direct Star[n 18]
- 2010-2011 : Prouve-le ! : lui-même (Jamie Rickers)